# Hicksbeachia
Hicksbeachia es un género de dos especies de árboles en la familia Proteaceae. Son nativas del norte de Nueva Gales del Sur y el sureste de Queensland. Se les conoce comúnmente como nuez bopple roja (red bopple nut) y nuez res (beef nut) debido al color rojo brilloso de sus frutos.
Especies
- Hicksbeachia pilosa P.H.Weston
- Hicksbeachia pinnatifolia F.Muell.

Ninguna de las dos especies es común. H. pinnatifolia es la más comúnmente cultivada, debido a sus nueces comestibles.